# 小行星25520
小行星25520（25520 Deronchang）是一颗绕太阳运转的小行星，为主小行星带小行星。该小行星于1999年12月发现。

## 轨道参数
小行星25520的轨道半长轴为355 055 943 km，2.3733686 UA，离心率为0.124。